# Española (eiland)
Española (ook wel Isla Española)  is een van de kleinere Galapagoseilanden; het ligt in het uiterste zuidoosten van de archipel.

## Beschrijving
Het is een relatief vlak eiland en het heeft een droog klimaat met slechts enkele cm regen per jaar. Het is onbewoond en ligt op 10 tot 12 uur varen van Santa Cruz. In geologisch opzicht is het een van de oudste eilanden, want ongeveer vier miljoen jaar geleden gevormd. Het eiland is vooral bekend om de geslaagde herintroductie van de reuzenschildpad Chelonoidis hoodensis en om de endemische diersoorten zoals de galapagosalbatros en de kapspotlijster en de zeeleguaan (ondersoort Amblyrhynchus cristatus venustissimus).